# Garissa bostrychoides
Garissa bostrychoides là một loài bọ cánh cứng trong họ Cerambycidae.